# Eosentomon huatingense
Eosentomon huatingense är en urinsektsart som beskrevs av Yin, Xie och Imadaté 1995. Eosentomon huatingense ingår i släktet Eosentomon och familjen trakétrevfotingar. Inga underarter finns listade i Catalogue of Life.